# Antepione constans
Antepione constans är en fjärilsart som beskrevs av George Duryea Hulst 1898. Antepione constans ingår i släktet Antepione och familjen mätare. Inga underarter finns listade i Catalogue of Life.